# Jan Grzybała
Jan Bolesław Grzybała właśc. Jan Bolesław Florian Grzybała (ur. 30 lipca 1914 w Krakowie, zm. 28 lipca 1985 w Kielcach) – inżynier górnik, oficer wojsk powietrznodesantowych, kapitan Wojska Polskiego, członek Zjednoczonego Stronnictwa Ludowego, autor prac z zakresu budownictwa.

## Życiorys
Urodził się w rodzinie prawnika, nadradcy Magistratu Krakowskiego, Jana Franciszka Grzybały (1862–1936) i Leokadii z Krassowskich (1878-1962), córki lekarza Floriana Krassowskiego.
W latach 1920–1924 uczęszczał do 7-letniej Szkoły Ćwiczeń w Krakowie. W okresie 1924–1927 kontynuował naukę w Gimnazjum im. Nowodworskiego, a następnie po rocznej przerwie uczył się w Gimnazjum O.O. Pijarów w Krakowie, gdzie w 1933 roku zdał maturę. Jego bliskim kolegą z klasy był Stefan Bałuk, który określił go w jednym z listów mianem „prymusa”. W latach 1933–1937 Grzybała studiował na Wydziale Górniczym Akademii Górniczej w Krakowie. W ramach studiów w 1937 roku odbył wycieczkę do kopalni w Bruay-la-Buissière, a także do Paryża. Był w tym czasie członkiem Polskiej Korporacji Akademickiej Studentów Akademii Górniczej „Gnomia” w Krakowie. Studiów przed wybuchem wojny jednak nie ukończył.
We wrześniu 1937 roku rozpoczął kurs w Wołyńskiej Szkole Podchorążych Rezerwy Artylerii we Włodzimierzu, który ukończył zajmując 6. lokatę (na 78) i uzyskując 28 czerwca 1938 roku tytuł plutonowego chorążego rezerwy.
28 sierpnia 1939 roku został zmobilizowany do 5 Pułku Artylerii Ciężkiej w Krakowie, z którym odbył kampanię wrześniową 1939. Granicę polsko-węgierską przekroczył na Przełęczy Tatarskiej w nocy z 19 na 20 września 1939. Od końca września 1939 do 23 marca 1940 roku przebywał w węgierskim obozie internowanych Bregenc-major w Fertőszentmiklós, skąd uciekł, a następnie z Győr udał się pociągiem do Budapesztu, gdzie przez chwilę przebywał w miejscowym klasztorze Pijarów. Nocą przewieziono go łódką na drugi brzeg Drawy. Ze Splitu greckim statkiem "Patras" dopłynął do Marsylii. 6 kwietnia 1940 roku we Francji, wstąpił do Polskich Sił Zbrojnych. 12 kwietnia 1940 roku jako plutonowy rezerwy artylerii ciężkiej znalazł się w Stacji Zbornej dla żołnierzy polskich w Bressuire. 15 maja 1940 jako plutonowy podchorąży stawił się w Niort, we Francji. Tam odbył kurs podchorążych dla mającej właśnie powstać 4 dywizji piechoty. 17 maja 1940 roku został podporucznikiem rezerwy. Po upadku Francji bez przydziału przedostał się jako jeden z ponad 3 tysięcy polskich żołnierzy na fregacie – węglarce "Abderpol", która wypłynęła z portu La Rochelle do Wielkiej Brytanii, gdzie 22 czerwca 1940 ponownie wstąpił do PSZ. Otrzymał przydział do 4 Brygady Kadrowej Strzelców, która jesienią 1941 przekształcona została w 1 Samodzielną Brygadę Spadochronową. Przez rok pozostawał żołnierzem 1 Samodzielnej Brygady Spadochronowej. W 1941 roku w Szkocji przeszedł kurs spadochronowy, który doskonalił w 1942 roku. Podczas skoków uległ jednak kontuzji, która uniemożliwiła mu dalszą praktyczną służbę w tej jednostce. We wrześniu 1942 roku otrzymał urlop a w grudniu tego samego roku został nominowany do stopnia podporucznika I Korpusu i przeniesiony do Stacji Zbornej Oficerów Rothesay, gdzie kontynuował nieukończone przed wybuchem II wojny światowej w Akademii Górniczej w Krakowie, studia górnicze. Za zgodą Polskiego Biura Wojskowego w Londynie od października 1943 r. do października 1944 r. kontynuował studia podczas pobytu w Londynie i Birmingham, a także odbywał staże w kopalniach, m.in. w Marshfield. Od końca października 1944 roku rozpoczął kursy w Armii Brytyjskiej. Przeszedł kurs doskonalenia artyleryjskiego a także w 1944 roku kurs dla oficerów pomiarowych artylerii w Larkhill. W międzyczasie zarówno w 1943 roku w Walii jak i od maja do końca lipca 1944 przeszedł praktyki w kopalni (Manvers Main Colliery) położonej w Wath upon Dearne w Anglii, gdzie poznawał nowe angielskie technologie związane z wydobyciem węgla. Studia zakończył przed wyznaczonym terminem. 4 czerwca 1944 otrzymał tytuł inżyniera górnika wydany przez Radę Akademickich Szkół Technicznych w Londynie. 1 stycznia 1945 został awansowany do stopnia porucznika. Następnie przeniesiony został do Centrali Wyszkolenia Łączności i od 1 października 1945 do 1 października 1946 pracował jako instruktor w Centrali Wyszkolenia Artylerii w Dalkeith. 
Nie pozostał na emigracji w Wielkiej Brytanii i 4 listopada 1946 roku powrócił do Polski, ostatnim rejsem MS Sobieski na trasie z Anglii do Gdyni. W 1947 roku zweryfikował tytuł inżyniera górnictwa, a w 1948 roku otrzymał na Wydziale Górniczym Akademii Górniczo Hutniczej w Krakowie, tytuł magistra nauk technicznych. W latach 1947–1949 pełnił funkcję  kierownika Odbudowy Tunelu Kolejowego k. Miechowa. W latach 1949–1950 kierował budową Fabryki Płyt Pilśniowych w Chrząstowie koło Koniecpola. W okresie 1951–1954 sprawował funkcję Naczelnego Inżyniera Państwowego Przedsiębiorstwa Budowlanego w Kielcach, i w tym samym mieście w latach 1955–1958, Naczelnego Inżyniera Wojewódzkiego Biura Projektów. W latach 1958–1975 pracował w Instytucie Techniki Budowlanej w Warszawie. W tym okresie był aż do emerytury kierownikiem zorganizowanego przez siebie kieleckiego Ośrodka Badawczo-Instruktażowego, jak również tłumaczem technicznym języka angielskiego w NOT.  

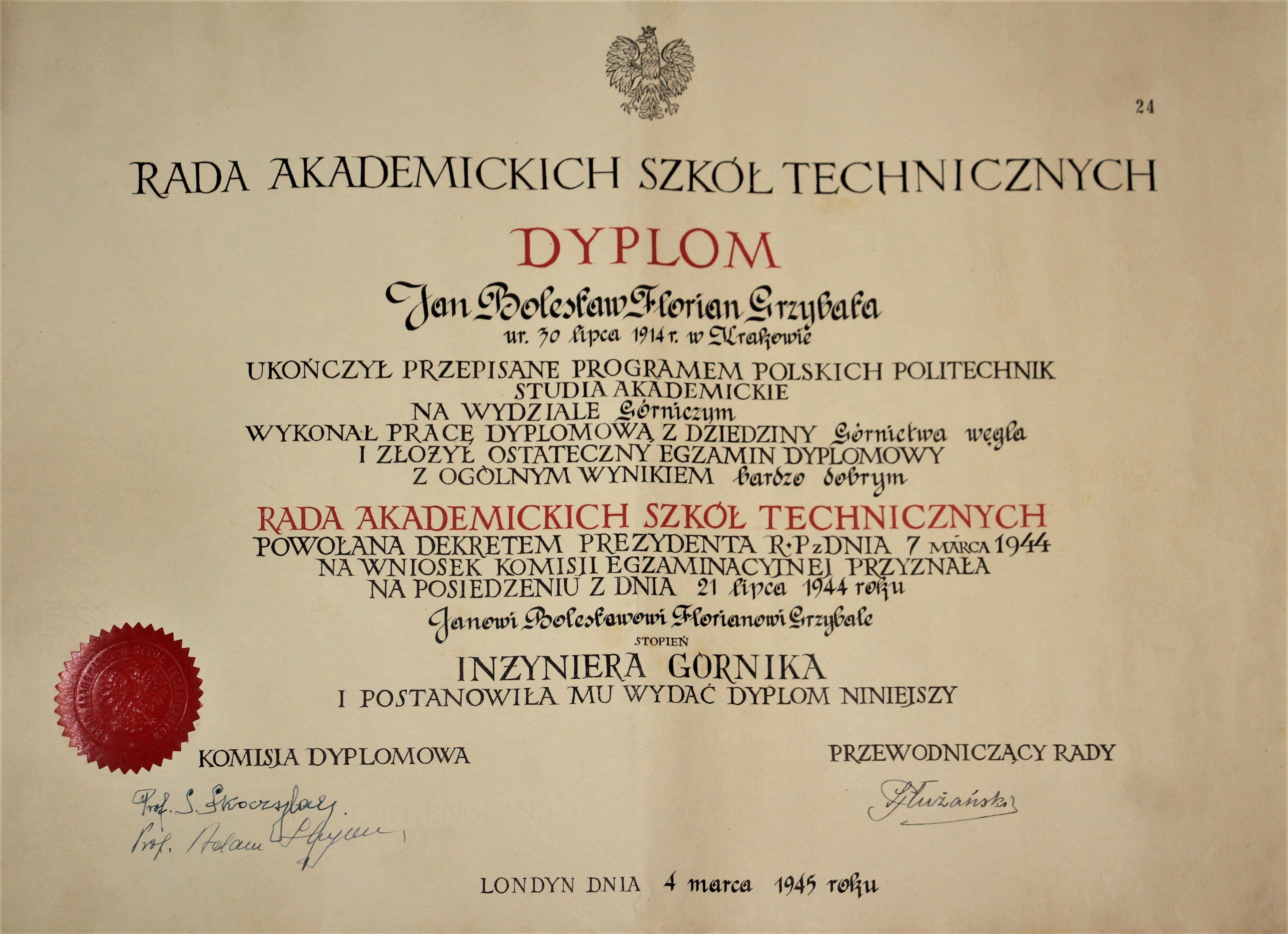
Dyplom inżyniera górnika wydany Janowi Grzybale w Londynie w 1945 roku, przez Radę Akademickich Szkół Technicznych, podpisany m.in. przez prof. Stanisława Skoczylasa

## Rodzina
Z małżeństwa z mgr. farmacji Marią z Bujaków (1915–1992), Jan Grzybała pozostawił dwóch synów: Jacka (ur. 1947) – inż. geodetę, starszego wykładowcę Politechniki Świętokrzyskiej w Kielcach, przewodnika PTTK, autor artykułów wspomnieniowych, oraz Jana Stanisława (1950–2004) – inż. metalurga, taternika i alpinistę, który zginął w Tatrach Słowackich – tablica mu poświęcona znajduje się w Tatrzańskim Cmentarzu Symbolicznym. Wnukiem kapitana jest Wojciech Grzybała (ur. 1981) – historyk sztuki, współzałożyciel oraz prezes Fundacji Andrzeja Wróblewskiego, oraz Magdalena Firlej – absolwentka Historii Sztuki UJ, pracowniczka Muzeum Rzemiosła w Krośnie. Jan Grzybała był bratem ciotecznym, dr. nauk przyrodniczych inż. górnika Bohdana Nielubowicza (1924–2016), a także bratem stryjecznym matki profesora geologii Stanisława Franciszka Juchy (1930–2003).

## Dorobek pisarski
Do dorobku pisarskiego Jana Grzybały należą opracowania i artykuły oraz opracowania poświęcone technice budowlanej i budownictwu.
Wybrane prace
- Zastosowanie gipsów i elementów gipsowych w budownictwie województwa kieleckiego, Biuletyn Instytutu Techniki Budowlanej, Warszawa (1966).
- Budownictwo w Danii – nowoczesne budynki inwentarskie, Warszawa, Arkady (1971).

## Awanse
- plutonowy – 1937
- chorąży – 1938
- podporucznik – 1 grudnia 1942
- porucznik – 1 stycznia 1945
- kapitan – 1975

## Ordery i odznaczenia
- Medal Wojska[11]
- Złoty Krzyż Zasługi
- Medal „Za udział w wojnie obronnej 1939”
- Medal Zwycięstwa i Wolności 1945
- Medal 40-lecia Polski Ludowej
- Odznaka Grunwaldzka
- Odznaka Polskiego Znaku Spadochronowego[12]
- Złota Odznaka NOT (Naczelnej Organizacji Technicznej)
- Medal Wojny 1939–1945 (ang. War Medal 1939–1945)
- Medal Obrony (ang. Defence Medal)